# Billings (Montana)
Billings è la città più grande dello Stato del Montana, con una popolazione stimata di 109 550 abitanti nel 2018. Situata nella parte centro-meridionale dello Stato, è il capoluogo della contea di Yellowstone ed è la principale città dell'area metropolitana di Billings, che ha una popolazione e un'area commerciale di oltre 500 000 abitanti.
Billings fu soprannominata la "Città Magica" (Magic City) a causa della sua rapida crescita dalla sua fondazione come città ferroviaria nel marzo 1882. La città prende il nome da Frederick H. Billings, ex presidente della Northern Pacific Railway. Con una delle più grandi aree commerciali degli Stati Uniti, Billings è il centro di commercio e distribuzione per gran parte dello spartiacque continentale a est del Montana, del Wyoming settentrionale e delle parti occidentali del Dakota del Nord e del Dakota del Sud. Billings è anche la più grande destinazione di vendita al dettaglio per gran parte della stessa area.
La città sta vivendo una rapida crescita e un'economia forte; ha avuto e continua ad avere la più grande crescita di qualsiasi città del Montana. Parti dell'area metropolitana stanno vedendo una crescita iperattiva. Dal 2000 al 2010 Lockwood, un sobborgo orientale, ha registrato una crescita del 57,8%, il più alto tasso di crescita di qualsiasi comunità del Montana. Billings ha evitato la crisi economica che ha colpito la maggior parte della nazione dal 2008 al 2012 e il crollo dei prezzi degli alloggi. Con più sistemazioni alberghiere di qualsiasi area all'interno di una regione a cinque stati, la città ospita una varietà di convenzioni, concerti, eventi sportivi e altri raduni. Con lo sviluppo del campo petrolifero Bakken nel Montana orientale e nell'ovest del Dakota del Nord, la più grande scoperta di petrolio nella storia degli Stati Uniti, oltre alla scoperta del campo petrolifero Heath appena a nord di Billings, il tasso di crescita della città rimase alto durante il boom del petrolio. Sebbene la città stia crescendo, il suo tasso di crescita è diminuito marcatamente con il calo dei prezzi del petrolio negli ultimi anni.
Le attrazioni dell'area sono Pompey's Pillar, Pictograph Cave, Chief Plenty Coups State Park, Zoo Montana e lo Yellowstone Art Museum. Entro 100 miglia sono Little Bighorn Battlefield National Monument, Bighorn Canyon National Recreation Area, Red Lodge Mountain Resort e la Beartooth Highway, che collega Red Lodge al Parco nazionale di Yellowstone.

## Geografia fisica
Secondo l'Ufficio del censimento degli Stati Uniti, ha una superficie totale di 43,52 mi² (112,72 km²).

## Società

### Evoluzione demografica
Secondo il censimento del 2017, la popolazione era di 109 550 abitanti.

### Etnie e minoranze straniere
Secondo il censimento del 2010, la composizione etnica della città era formata dall'89,6% di bianchi, lo 0,8% di afroamericani, il 4,4% di nativi americani, lo 0,7% di asiatici, lo 0,1% di oceanici, l'1,4% di altre razze, e il 2,9% di due o più razze. Ispanici o latinos di qualunque razza erano il 5,2% della popolazione.

## Amministrazione

### Gemellaggi
- Billings;
- Kumamoto